# Marsdenia tomentosa
Marsdenia tomentosa är en oleanderväxtart som beskrevs av Morren och Decaisne. Marsdenia tomentosa ingår i släktet Marsdenia och familjen oleanderväxter. Inga underarter finns listade i Catalogue of Life.